# Glyphoglossus

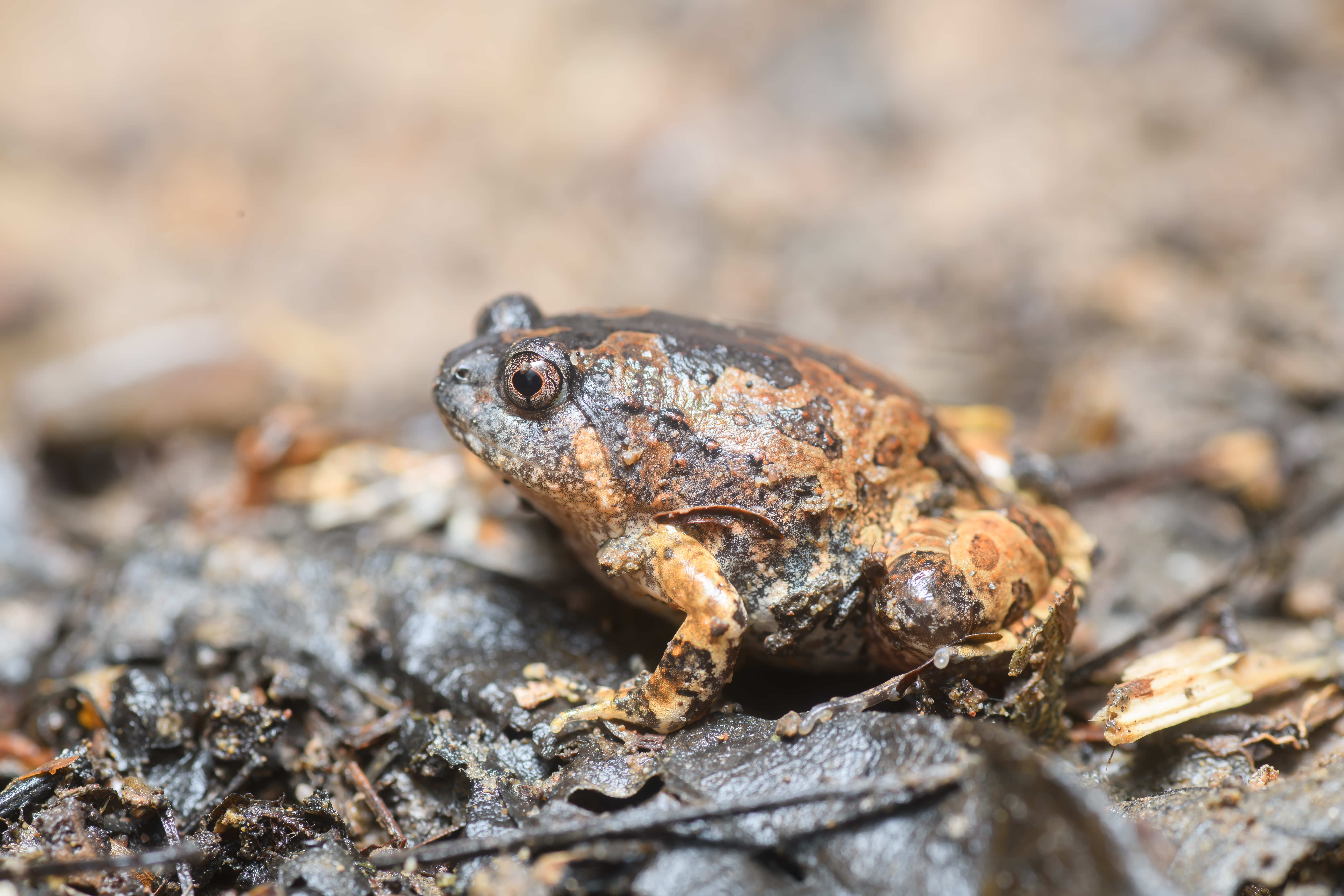
Glyphoglossus guttulatus

A Glyphoglossus a kétéltűek (Amphibia) osztályába, valamint a békák (Anura) rendjébe és a szűkszájúbéka-félék (Microhylidae) családjába tartozó nem.

## Nevének eredete
Nevét az ógörög γλύφω (glypho – faragott) és γλῶσσα (glossa – nyelv) szavakból alkották, utalva nyelvének két félre osztottságára.

## Előfordulása
A nembe tartozó fajok Délkelet-Ázsiában honosak.

## Taxonómiai besorolása
A Glyphoglossus a jelenlegi taxonómiai besorolás szerint tartalmazza a korábban a Calluella nembe sorolt fajokat. A molekuláris genetikai vizsgálatok határozottan azt igazolják, hogy a Glyphoglossus a Calluella nemen belül helyezkedik el. Emiatt a Calluella nemet a Glyphoglossus szinonimájaként definiálják.

## Rendszerezés
A nembe az alábbi fajok tartoznak:
- Glyphoglossus brooksii (Boulenger, 1904)
- Glyphoglossus capsus (Das,Min, Hsu, Hertwig & Haas, 2014)
- Glyphoglossus flavus (Kiew, 1984)
- Glyphoglossus guttulatus (Blyth, 1856)
- Glyphoglossus minutus (Das, Yaakob, & Lim, 2004)
- Glyphoglossus molossus Günther, 1869
- Glyphoglossus smithi (Barbour & Noble, 1916)
- Glyphoglossus volzi (Van Kampen, 1905)
- Glyphoglossus yunnanensis (Boulenger, 1919)